# Mărgăritești (gmina)
Mărgăritești – gmina w Rumunii, w okręgu Buzău. Obejmuje miejscowości Câmpulungeanca, Mărgăritești i Fântânele. W 2011 roku liczyła 697 mieszkańców.